# Flughafen Zagora

i7
i11
i13
Der Flughafen Zagora (IATA-Code: OZG, ICAO-Code: GMAZ) ist ein Inlandsflughafen sieben Kilometer südlich der Oasenstadt Zagora in Marokko.

## Geschichte
Ehemals befand sich das Fluggelände an anderer Stelle  und verfügte über eine 1140 m lange Sandpiste.
Der heutige Flughafen wurde in den Jahren 2007 bis 2009 erbaut.

## Ausstattung
Das ungerichtete Funkfeuer Zagora (El Faija) NDB (Kennung: FJA, Frequenz: 420 kHz) befindet sich auf dem Platz.

## Fluggesellschaften und Flugziele
| Fluggesellschaft | Flugziele              |
| ---------------- | ---------------------- |
| Royal Air Maroc  | Casablanca, Ouarzazate |